# Dan Baird

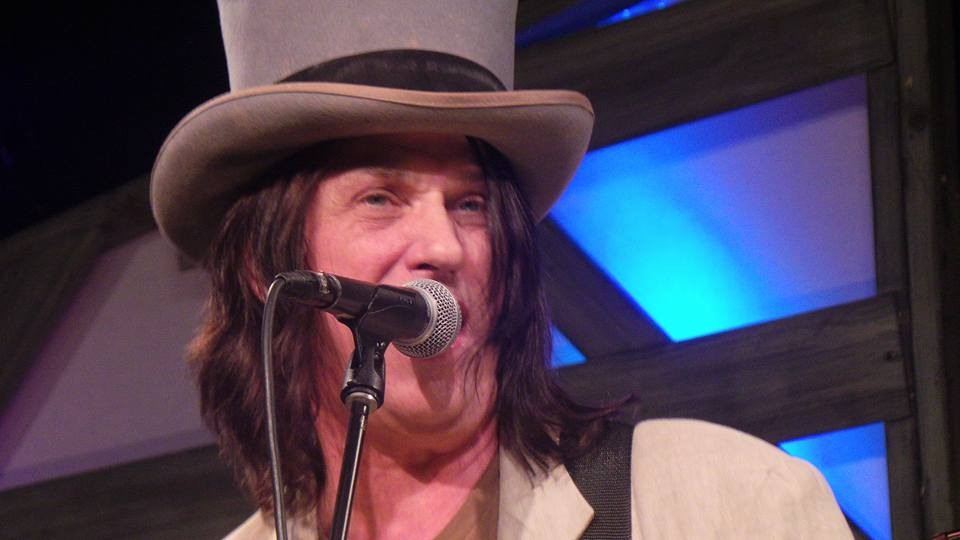
Dan Baird, 2015

Dan Baird (* 12. Dezember 1953 in San Diego, Kalifornien) ist ein US-amerikanischer Rocksänger und -gitarrist. Er gilt als ein  Vertreter des gitarrenbetonten Rocks.

## Leben und Wirken
Dan Baird wuchs in Atlanta, Georgia auf, wo er schon als Teenager in verschiedenen lokalen Bands spielte und sang. 1980 gründete er The Georgia Satellites, deren Songs mehrheitlich aus seiner Feder stammen und mit denen er vier Alben veröffentlichte. Anfang der 1990er Jahre verließ er die Satellites, um eine Solokarriere zu starten.
Nach seinem zweiten Soloalbum wurde er Mitbegründer der Southern-Rock-Band The Yayhoos, mit denen er in großem zeitlichen Abstand zwei Alben veröffentlichte.
Laut eigenen Angaben hat er seine Konzertkarriere Ende 2019 beendet. Grund ist seine Leukämieerkrankung, die 2017 diagnostiziert wurde.

## Diskografie
Soloalben
- 1992: Love Songs For The Hearing Impaired
- 1996: Buffalo Nickel
- 2001: Dan Baird & The Sofa Kings - Redneck Savant
- 2003: Out Of Mothballs
- 2017: SoLow

Alben mit The Georgia Satellites
- 1986: Georgia Satellites
- 1988: Open All Night
- 1989: Never Stop Rockin’
- 1989: In the Land of Salvation and Sin

Alben mit The Yayhoos
- 2001: Fear not the Obvious
- 2006: Put the Hammer Down

Alben mit Homemade Sin
- 2007: Fresh Out Of Georgia – Live Like A Satellite (Live 2 CD)
- 2008: Dan Baird & Homemade Sin
- 2013: Circus Life
- 2013: Dr Dixie's Rollin' Bones  (UK-Vinyl-Ausgabe von Fresh Out Of Georgia mit 10 Stücken)
- 2015: Get Loud
- 2017: Rollercoaster
- 2018: Screamer